# Frammenti simili
Frammenti simili è un album dei Movida, pubblicato nel 1998.

## Tracce
1. Universo 3'16"
2. Frammenti 3'18"
3. Libera il tuo cuore 3'24"
4. Così fragile 3'3'"
5. Prima o poi 4'08"
6. Supernuovo 2'47"
7. Isole 4'11"
8. Saremo lì 4'13"
9. Everybody 2'26"
10. Vola la mia mente 3'30"
11. Verso Damasco 4'23"
12. Davanti a me 4'10"